# Hochfrottspitze
Die Hochfrottspitze ist ein 2649 Meter hoher Felsberg in den Allgäuer Alpen bei Oberstdorf und gleichzeitig der höchste deutsche Gipfel der Allgäuer Alpen und Schwabens. Geologisch ist er wie die umliegenden Gipfel aus dem spröden, schuttreichen Hauptdolomit aufgebaut.

## Lage und Umgebung

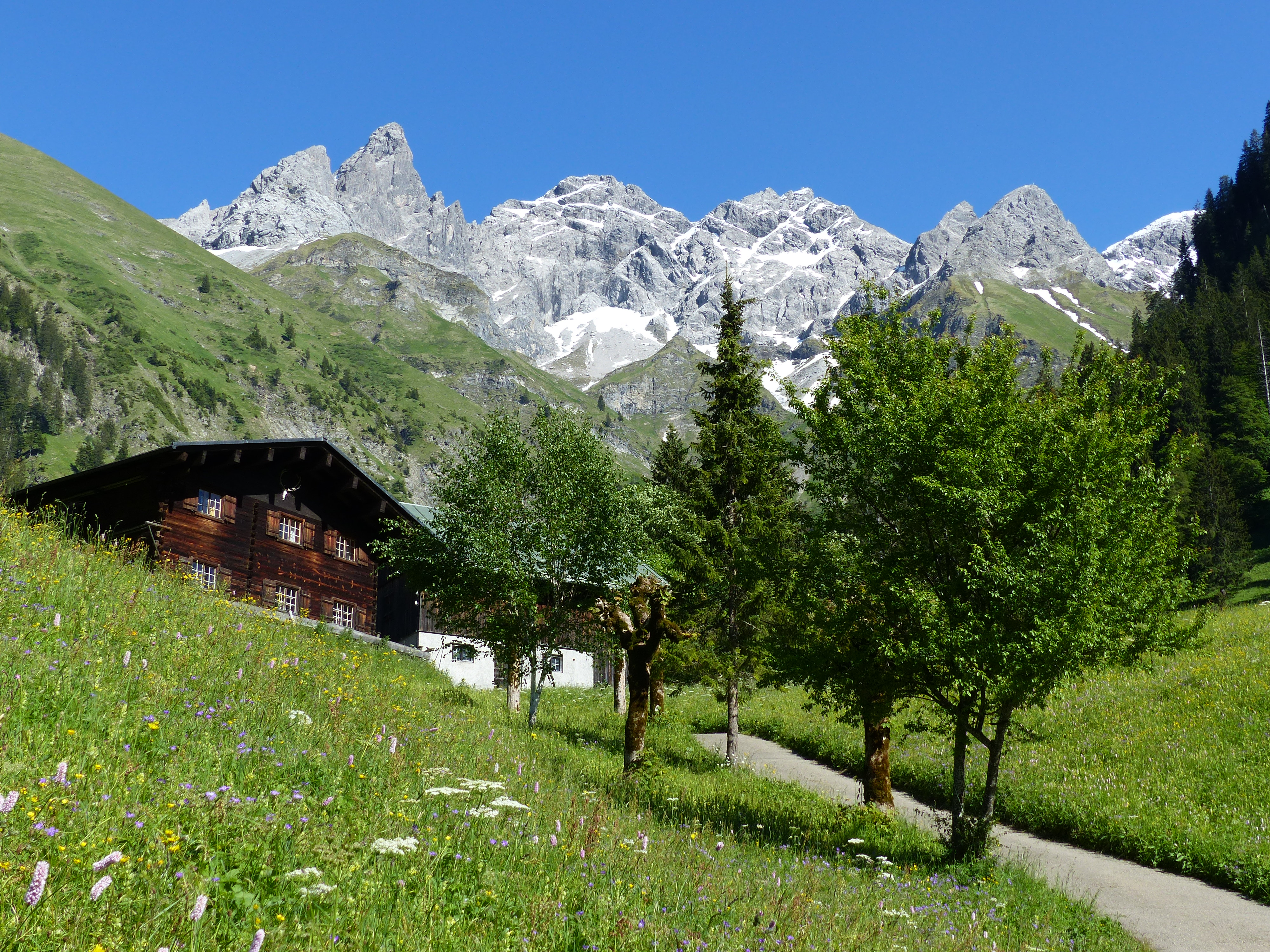
Trettachspitze, Mädelegabel und Hochfrottspitze von Einödsbach

Zusammen mit der Trettachspitze und der Mädelegabel bildet die Hochfrottspitze das markante Dreigestirn oberhalb von Einödsbach. Über den Grat verläuft die Grenze zwischen Deutschland und Österreich. Südlich und östlich führt etwa 100–150 Meter unterhalb des Gipfels der stark frequentierte Heilbronner Weg vorbei.

## Besteigung
Die Erstbesteigung geschah im Jahr 1869 durch Hermann von Barth. Im Gegensatz zur Mädelegabel und der Trettachspitze wird die Hochfrottspitze selten bestiegen, der Gipfel ist auch schwer zu besteigen.
Den Heilbronner Weg verlässt man an der Bockkarscharte und steigt auf schwachen Wegspuren durch brüchiges Schutt- und Schrofengelände am Südwestgrat mit Kletterstellen bis UIAA I bis zum Einstieg am senkrechten Gipfelabbruch, den man mit ausgesetzter Kletterei bis UIAA II+ überwindet. Wesentlich unproblematischer ist der Zugang über den Nordostgrat: Vom Schwarzmilzferner führt eine einfache Schuttfläche mit kurzer Felsrippe (I) in die Scharte zwischen Mädelegabel und Hochfrottspitze. Der folgende Grat wird zunächst südseitig auf Wegspuren umgangen, nach Überwindung einer Felsstufe (II-) folgt man den Grat mit wenigen Kletterstellen (I) zum Hauptgipfel. Der wenig niedrigere Südgipfel kann in weiteren fünf Minuten nach kurzem Abstieg und ausgesetzter Querung erreicht werden. Die dritte Alternative ist der westseitige Anstieg vom Waltenberger-Haus: Man folgt dem Steig zur Bockkarscharte, den man nach 20 Minuten verlässt, um über steile Rinnen (Kletterei bis UIAA I) den Grat der Berge der Guten Hoffnung zu erklimmen. Über den geröllreichen Westrücken gelangt man teilweise weglos über Stufen, Bänder und Kletterstellen bis UIAA I auf den Gipfel. Weiterhin gibt es auch die Möglichkeit, den Gipfel von der Mädelegabel aus zu besteigen, wobei man jedoch sehr ausgesetzt (bis II+) in die Scharte zur Hochfrottspitze abklettert, um dann den oben beschriebenen Nordostgrat zu betreten.